# Mus platythrix
Mus platythrix (Миша плосковолоса) — вид роду мишей (Mus).

## Поширення
Ендемік Індії. Поширений від рівня моря до 2000 м над рівнем моря.

## Екологія
Це нічний, наземний вид. Живе тропічних і субтропічних сухих листяних, чагарникових лісах. Знайдений на пасовищах, плантаціях.